# 赤城尾山
赤城尾山（あかぎおやま）は、徳島県那賀郡那賀町と高知県香美市の境界にある山である。標高1,436m。

## 地理
徳島県の旧木頭村と高知県の旧物部村の境に位置。標高は1,436mで、海部山系では最高峰。
登山コースは国道195号の四ツ足峠から南下すれば約6時間、千本谷林道を南下し、権境の土居峠からやはり権境を北上すると約2時間の距離にあり、ともに大変なやぶこぎコースである。